# Apterichtus orientalis
Apterichtus orientalis är en fiskart som beskrevs av H. Machida och Ohta, 1994. Apterichtus orientalis ingår i släktet Apterichtus och familjen Ophichthidae. Inga underarter finns listade i Catalogue of Life.